# Саиткулово (Абзелиловский район)
Саитку́лово (баш. Һәйетҡол) — деревня в Абзелиловском районе Республики Башкортостан, относится к Бурангуловскому сельсовету.

## Население
| 1968 | 2002 | 2009 | 2010 |
| ---- | ---- | ---- | ---- |
| 186  | ↘124 | ↗137 | ↗146 |

Согласно переписи 2002 года, преобладающая национальность — башкиры (100 %).

## Географическое положение
Расстояние до:

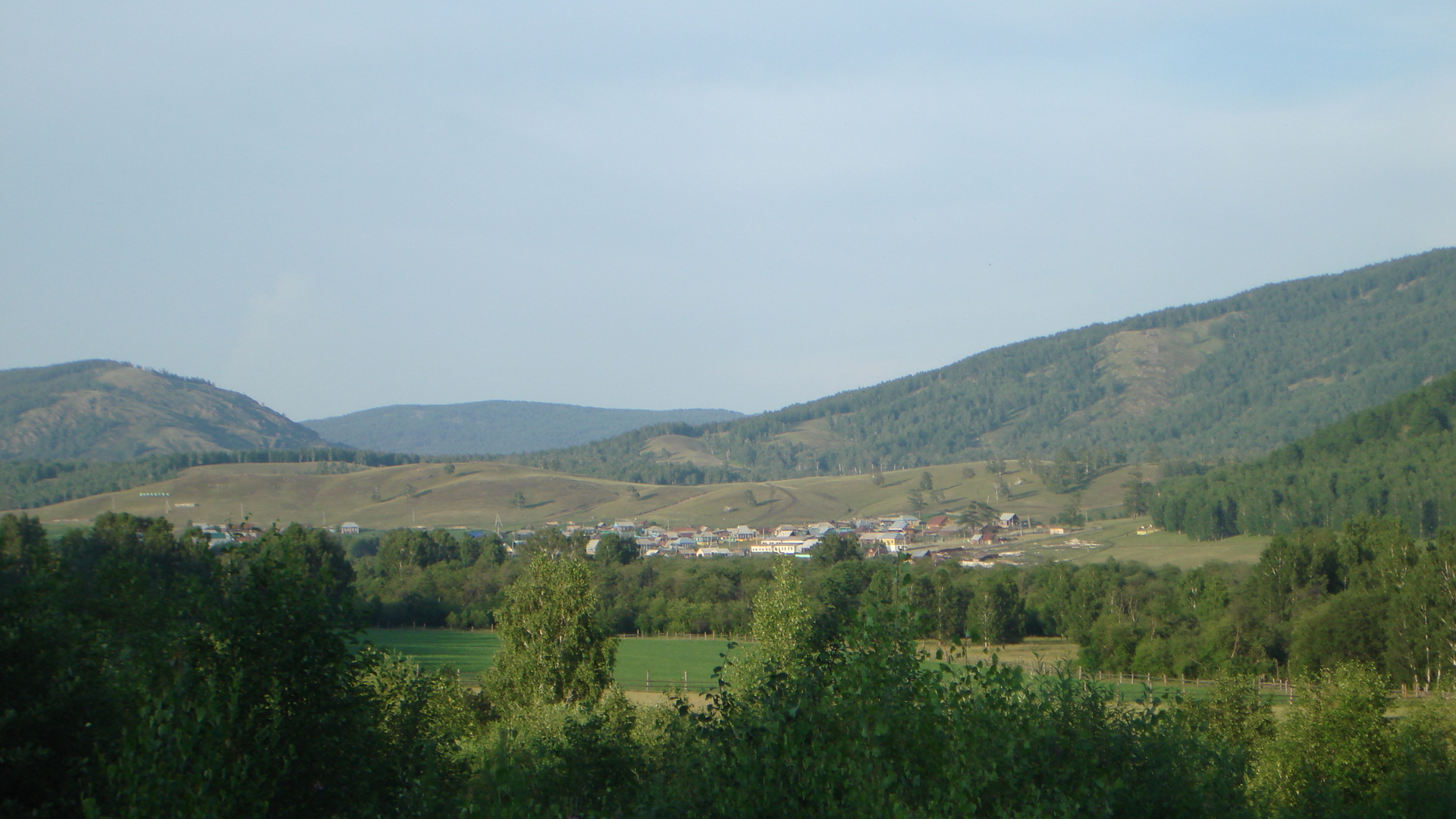
Деревня Саиткулово

- районного центра (Аскарово): 36 км,
- центра сельсовета (Бурангулово): 5 км,
- ближайшей железнодорожной станции (Магнитогорск-Пассажирский): 91 км.